# Сторожевое (Ленинградская область)
Сторожевое (до 1948 года Вахтиниеми, фин. Vahtiniemi) — посёлок в Приозерском городском поселении Приозерского района Ленинградской области.

## История
До 1939 года деревня Вахтиниеми входила в состав Кякисалмского сельского округа Выборгской губернии Финляндской республики.
С января 1940 года — в составе Карело-Финской ССР.
С 1 августа 1941 года по 31 июля 1944 года финская оккупация.
С 1 ноября 1944 года деревня Вахтиниеми учитывалась в составе Норс-Йокского сельсовета Кексгольмского района.
С 1 октября 1948 года — в составе Ларионовского сельсовета Приозерского района.
С 1 января 1949 года деревня Вахтиниеми стала учитываться, как посёлок Сторожевое в составе Ларионовского сельсовета Приозерского района.
С 1 февраля 1963 года — в составе Ларионовского сельсовета Выборгского района.
С 1 января 1965 года — вновь в составе Ларионовского сельсовета Приозерского района. В 1965 году население посёлка составляло 100 человек. 
По данным 1966, 1973 и 1990 годов посёлок Сторожевое входил в состав Ларионовского сельсовета.
В 1997 году в посёлке Сторожевое Ларионовской волости проживали 1057 человек, в 2002 году —  692 человека (русские — 59 %).
В 2007 году в посёлке Сторожевое Приозерского ГП проживали 274 человека, в 2010 году — 308 человек.

## География
Посёлок расположен в северной части района к востоку от автодороги А121 «Сортавала» (Санкт-Петербург — Сортавала — автомобильная дорога Р-21 «Кола»).
Расстояние до административного центра поселения — 6 км.
Расстояние до ближайшей железнодорожной станции Приозерск — 6 км.
Посёлок находится на берегу Ладожского озера.

## Демография
| 2007 | 2010 | 2017 |
| ---- | ---- | ---- |
| 274  | ↗308 | ↘240 |